# 巴俄·祖拉陈瓦
巴俄·祖拉陈瓦（藏語：དཔའ་བོ་གཙུག་ལག་ཕྲེང་བ་，威利转写：dpa' bo gtsug lag phreng ba，1503年—1566年）藏族，拉萨尼塘地方人，第二世巴吾活佛，藏传佛教噶玛噶举派高僧，著名学者。

## 生平
祖拉陈瓦出生于拉萨尼塘地方，1508年被认定为乃囊寺一世巴吾活佛的转世灵童。法名“米帕却吉嘉措”。他曾前往达布学习新旧密法等。后又赴工布，师从八世噶玛巴弥觉多吉修习，终成通晓大小五明的高僧。1566年圆寂，享年62岁。
他是著名佛教学者，著作颇多，包括《入行论大疏》、《历算论》、《佛教史》等，代表作则为史学名著《智者喜宴》。